# Шон Йънг
Шон Йънг (на английски: Sean Young) е американска актриса.

## Частична филмография
- 1982 г. – Блейд Рънър (Blade Runner)
- 1984 г. – Дюн (Dune)
- 1987 г. – Без изход (No Way Out)
- 1987 г. – Уолстрийт (Wall Street)
- 1994 г. – Ейс Вентура: Зоодетектив (Ace Ventura: Pet Detective)